# Ольховская улица
Ольхо́вская у́лица — улица в центре Москвы в Красносельском и Басманном районах между Новорязанской и Гавриковой улицами.

## Происхождение названия
Улица получила название в XVIII веке по протекавшей здесь речке Ольховке и её левому притоку — ручью Ольховец (на планах Москвы 1739 года и XIX века улица обозначена как Ольховецкая и Ольховец).

## Описание
Ольховская улица начинается от Новорязанской улицы как продолжение 1-го Басманного переулка, проходит на север, слева на неё выходит Ольховский переулок, затем поворачивает на северо-восток параллельно железнодорожным путям Казанского направления, слева от неё отходит 1-й Ольховский тупик, затем пересекает Нижнюю Красносельскую улицу, справа начинается Бауманская улица. Заканчивается выездом на эстакаду Третьего транспортного кольца — Гаврикову улицу.

## Транспорт
На участке от Бауманской до Нижней Красносельской улицы по улице проходят трамваи Б, 37, 45, 50.

## Здания и сооружения

### По нечётной стороне
- № 9 стр. 2 — двухэтажный деревянный дом 1906 года постройки.
- № 11 — двухэтажный дом дореволюционной постройки.
- № 17 — наркологический диспансер ЦАО № 2.
- № 21, стр. 1 — двухэтажный дом дореволюционной постройки.
- № 21/25 — шестиэтажный жилой для работников газеты «Гудок» (1934—1935, архитектор А. Г. Климухин, инженер А. И. Кучеров). Один из первых крупноблочных домов в Москве[2].
- № 25 — дом текстильного фабриканта П. И. Гучкова (1873, архитектор А. И. Вивьен)[1].
- № 29 (№ 32 по Нижней Красносельской улице) — четырёхэтажный кирпичный дом дореволюционной постройки.
- № 31? — трёхэтажный кирпичный дом дореволюционной постройки.
- № 33 — культурно-спортивный центр «Красносельский».
- № 35 — поликлиника ЦАО № 15.
- № 45, стр. 1 — центр моды «Ольховка», Национальная ассоциация игрушечников России, Мосрыбвод (Московское бассейновое управление по охране, воспроизводству рыбных запасов и регулированию рыболовства), проектно-изыскательный институт «Гипрокоммунстрой», издательский дом «Строительная газета».
  - № 45, стр. 3 — двухэтажный каменный корпус дореволюционной постройки.
  - № 45, стр. 4 — кирпичный четырёхэтажный дом.
- № 47, стр. 1 — дореволюционный каменный дом в два этажа (XVIII век?).
- № 47, стр. 2 — четырёхэтажный дом дореволюционной постройки. Здание занимает «Энергометаллургмонтаж».

### По чётной стороне
- № 4, корпус 1 — Национальный негосударственный пенсионный фонд, бывшая мебельная фабрика «Ольховка»;
- № 4, корпус 2 — Divico (ООО «Цифровой видеоконтент»), Медиа-1 (ранее «ЮТВ Холдинг»).
- № 4, корпус 3 — заканчивается стройка, финансируемая «Татнефть фондом».
- № 6 — центральная автобаза МВД России.
- № 16, стр. 1 — Федеральное государственное бюджетное учреждение Центр оценки качества зерна.
- № 16, стр. 7 — МПНУ «Центроэлектромонтаж».
- № 20 — чаеразвесочная фабрика «Товарищества чайной торговли В. Высоцкий и К» (1914, архитектор Р. И. Клейн)[1].
- № 24 — небольшой дореволюционный дом.

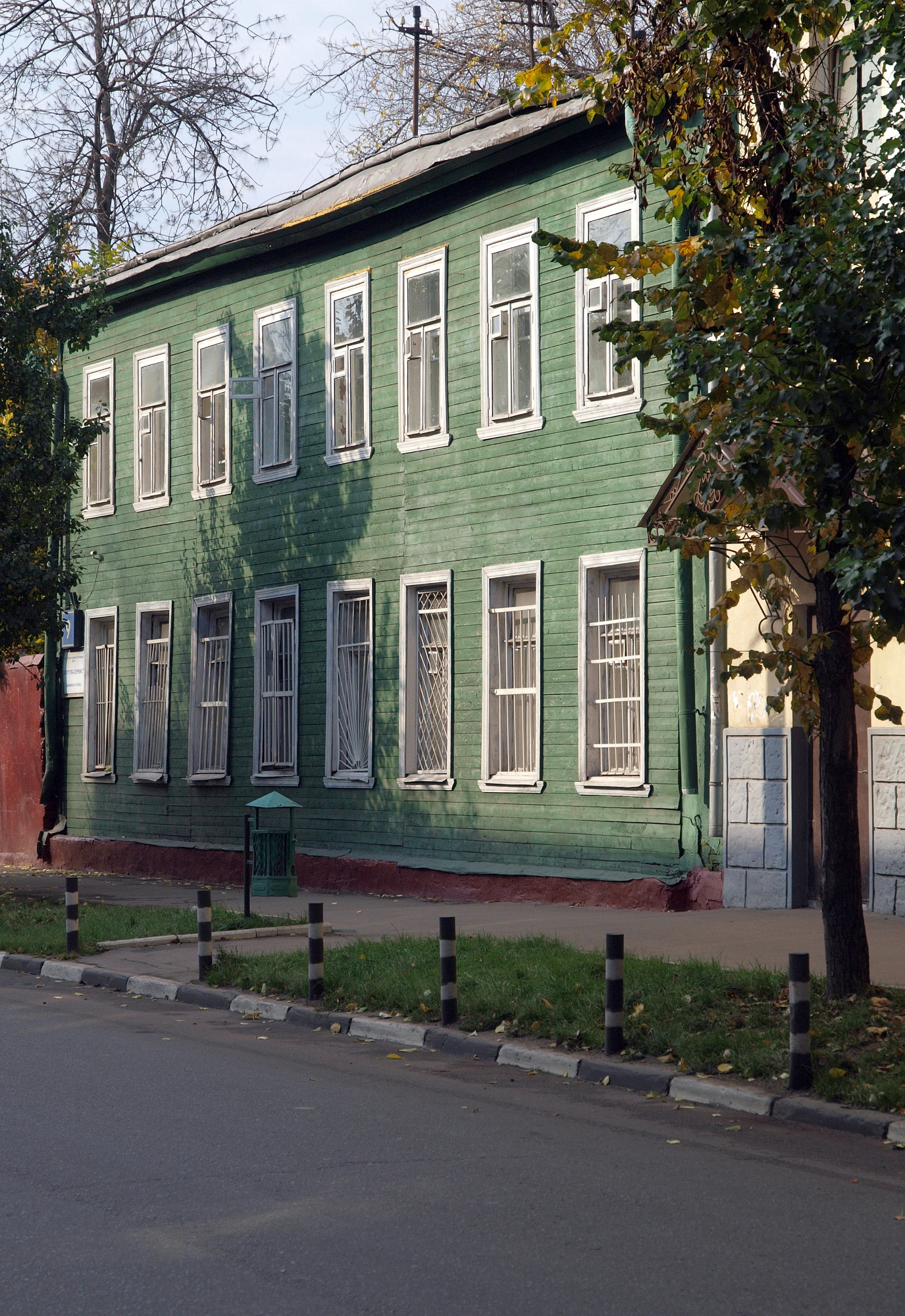
№ 9
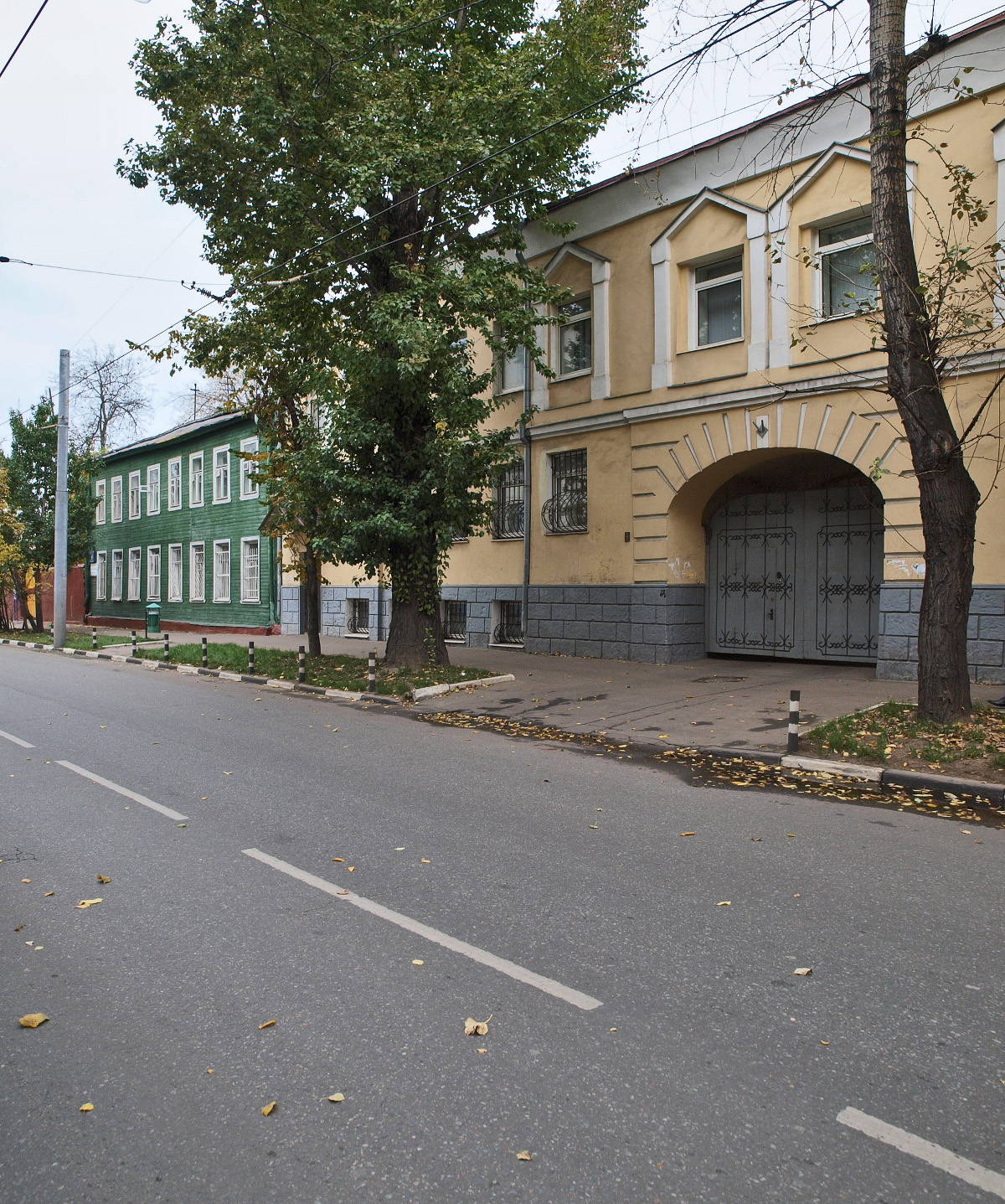
№ 11
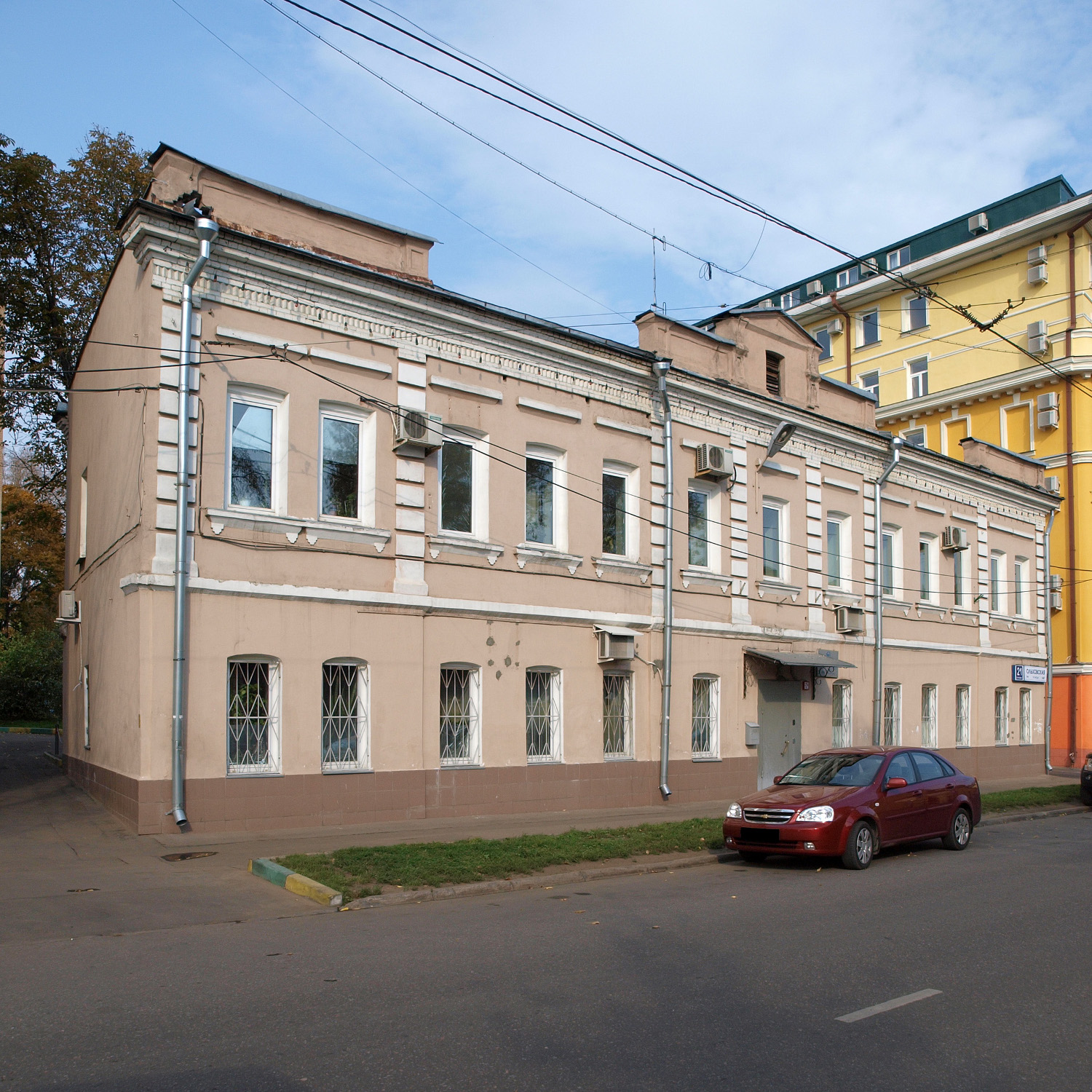
№ 21, стр. 1
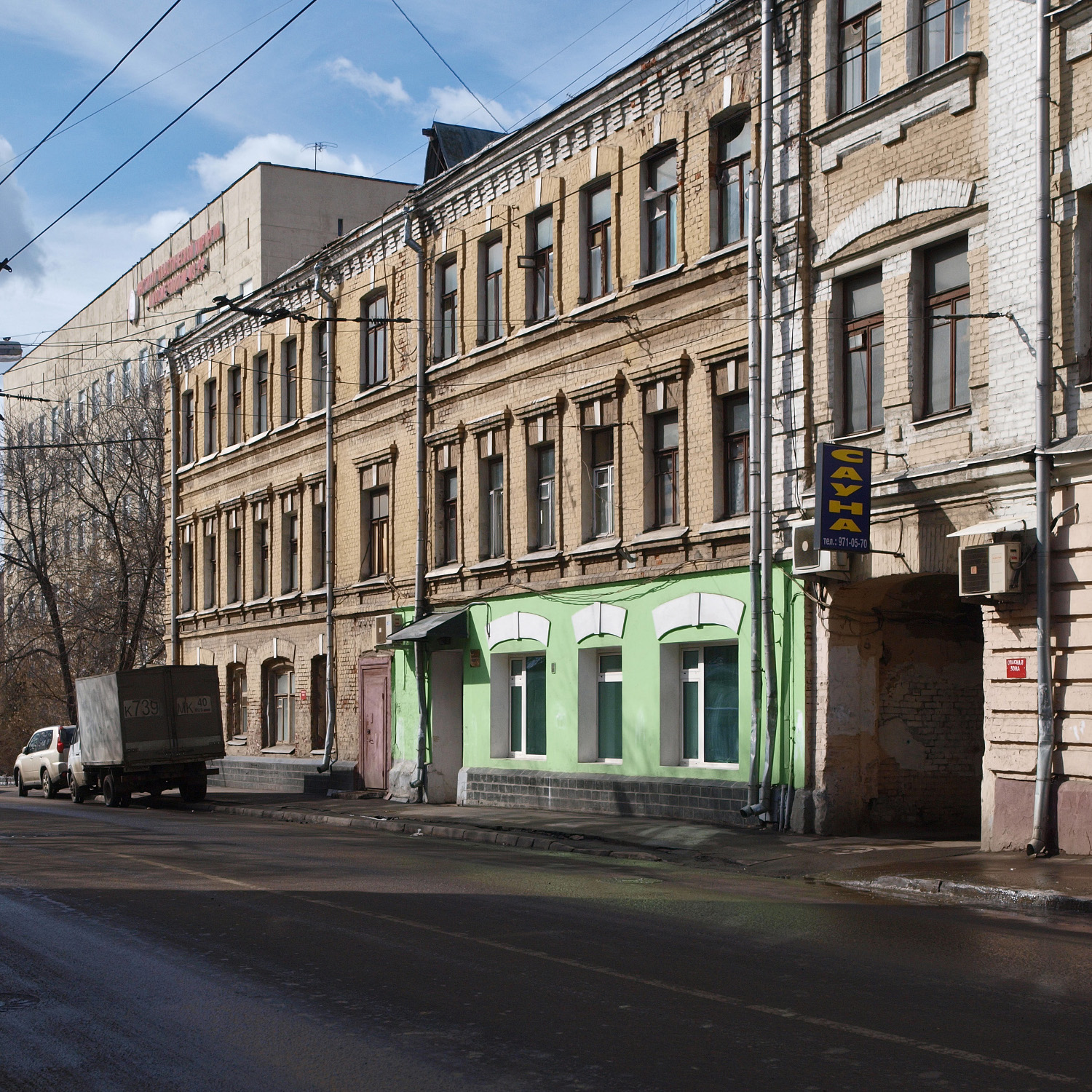
№ 29/32
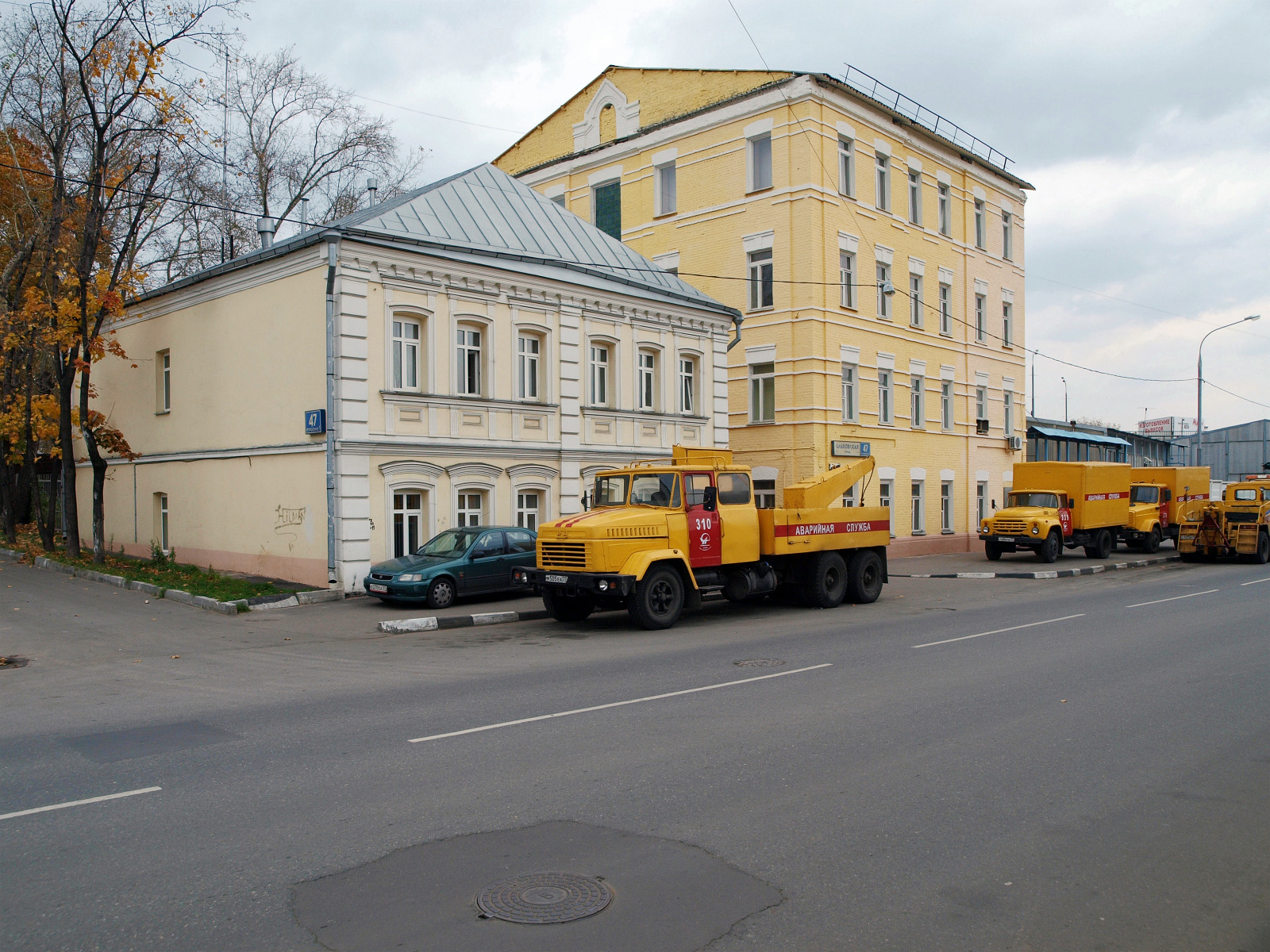
№ 47, стр. 1 и 2
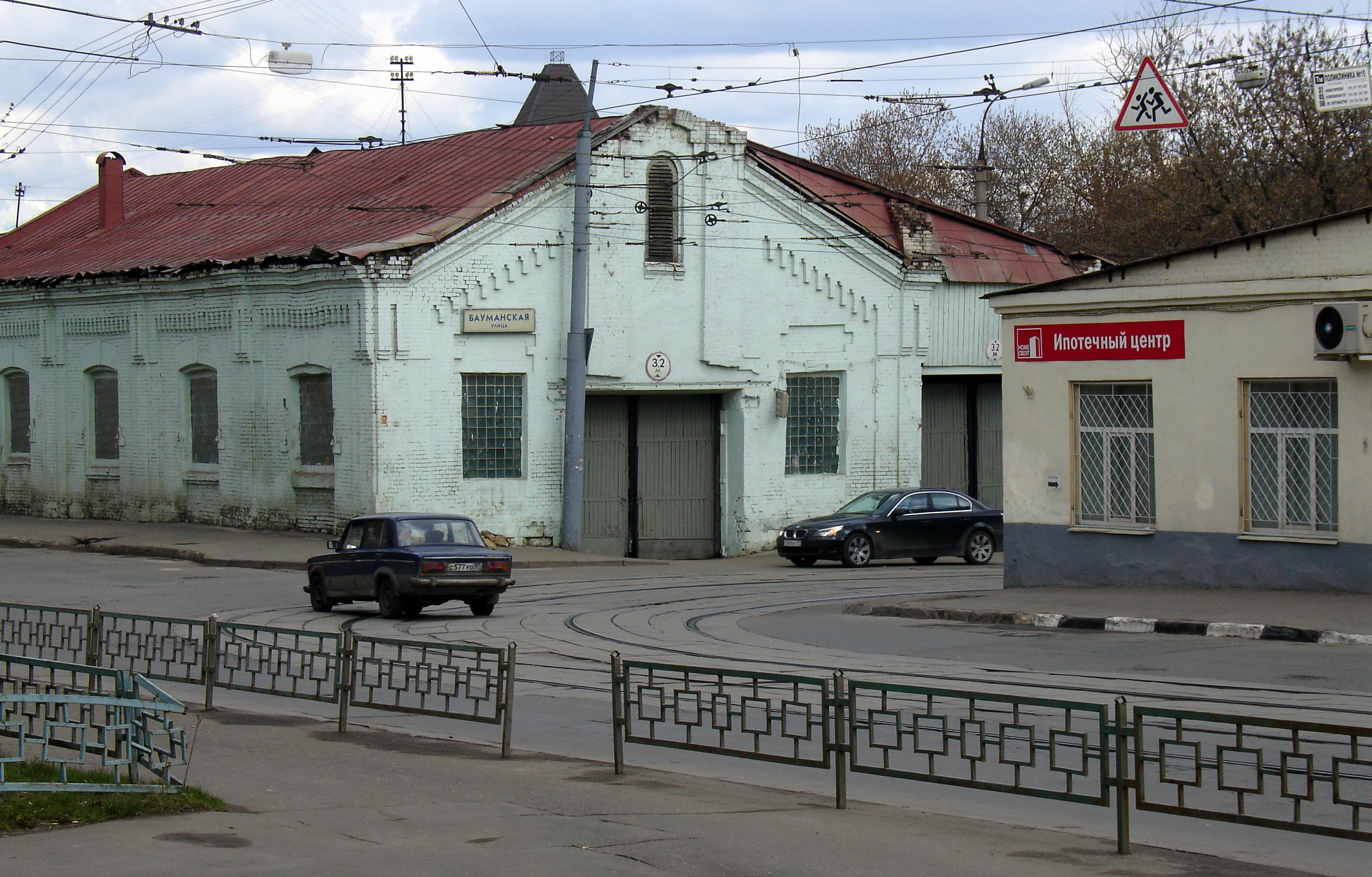
Угол Ольховской и Бауманской улиц, дореволюционное кирпичное здание снесено в 2008 году.